# Tofiga Vaevalu Falani
Tofiga Vaevalu Falani – polityk państwa Tuvalu. Zwierzchnik Kościoła Tuvalu od 2008. 14 sierpnia 2017 pełnił obowiązki gubernatora generalnego Tuvalu na czas nieobecności ówczesnego gubernatora Iakoba Italeli. Od 28 września 2021 gubernator generalny Tuvalu.